# Cadeilhan
Cadeilhan é uma comuna francesa na região administrativa de Occitânia, no departamento de Gers. Estende-se por uma área de 8,43 km². Em 2010 a comuna tinha 142 habitantes (densidade: 16,8 hab./km²).